# Banovina de Vardar
La Banovina de Vardar o el Banato de Vardar (en serbocroata: Вардарска бановина; Vardarska banovina), era una de las banovinas del Reino de Yugoslavia entre los años 1929 y 1941. Esta provincia consistía en partes de la actual Serbia Central y
de la República de Macedonia del Norte. Fue nombrada por el río Vardar. La ciudad capital era Skopie.

## Historia

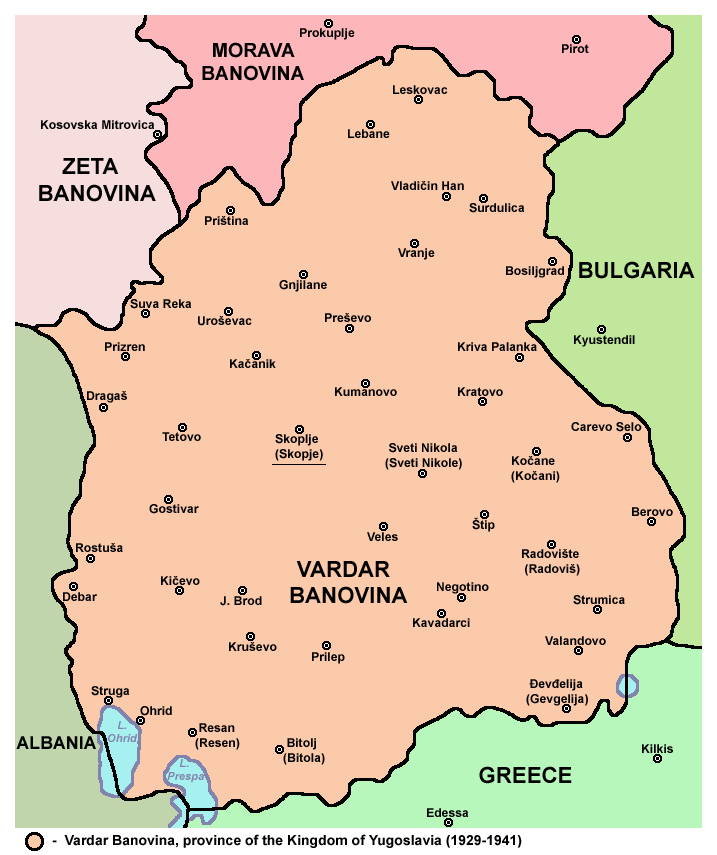
Banovina de Vardar en 1931.

Estaba ubicado en la parte más meridional del país, abarcando toda la actual Macedonia del Norte, las partes meridionales de Serbia meridional y oriental y las partes sudorientales de Kosovo y Serbia. Fue nombrada por del río Vardar y su capital administrativa era la ciudad de Skopie. Según las estadísticas de 1930 del Central Press Bureau del Consejo Ministerial de las 9 banovinas yugoslavas, la banovina de Vardar fue la más grande con 38.879 km² (15.011 millas cuadradas); mientras que su población, fue la cuarta en 1.386.370 habitantes. También sufrió los peores problemas de salud, especialmente el tifus y la viruela, y requirió un Instituto de Higiene, 3 estaciones de salud y 6 dispensarios y hogares de convalecencia. Por otro lado, a diferencia de las otras banovinas, que hasta que la creación de Yugoslavia habían pertenecido al imperio austro-húngaro y las tierras de Montenegro, no había heredado ninguna deuda. Según la Constitución del Reino de Yugoslavia de 1931, Vardar estaba delimitada al norte por los límites de las banovinas de Zeta y Morava , y al este, sur y oeste por las fronteras estatales con Bulgaria, Grecia y Albania. En 1941, los Poderes del Eje de la Segunda Guerra Mundial ocuparon Vardar y lo dividieron entre Bulgaria, la Serbia ocupada por los alemanes y Albania bajo ocupación italiana. Después de la Segunda Guerra Mundial, la porción del sur de la región se convirtió en la República Socialista de Macedonia mientras que las porciones del norte se hicieron una parte de la República Socialista de Serbia, ambos dentro de la República Federal Socialista de Yugoslavia.